# Le Caucase
Pour les articles homonymes, voir Caucase (homonymie).
Le journal Le Caucase (russe : Кавказ) a été fondé en 1846. C'est à l'origine une publication privée, publiée à l'initiative du gouverneur, le prince Vorontsov.    

## Historique
Le journal bénéficie du soutien du gouvernement, contribue à la russification des confins de l'empire, et est considéré comme un organe politico-littéraire, conçu « pour diffuser des informations utiles et les dernières nouvelles dans la région ... pour faire connaitre à la Russie les particularités de la vie et les us et coutumes des tribus du Caucase ». 
En 1856, le journal fusionne avec Le Messager de Transcaucasie (ru), qui avait commencé à paraître sous la forme d'une annexe officielle au journal Le Caucase
Son rédacteur en chef est de 1857 à 1863, le poète Fedot Bobyliov (ru). 
Il cesse de paraître en 1918. 